# Patrick Michael O'Regan
Mons. Patrick Michael O'Regan (* 8. října 1958, Bathurst) je australský katolický kněz, biskup, od roku 2020 arcibiskup adelaidský 

## Život
Po studiích v provinčním semináři sv. Patrika v Sydney a kněžsém svěcení v roce 1983 studoval na Institut catholique de Paris, kde v roce 2002 získal licenciát z liturgiky a sakramentální teologie. Od roku 2012 byl generálním vikářem diecéze Bathurst, do níž byl původně inkardinován, na univerztě v Bathurstu také příležitostně vyučoval. Roku 2014 byl jmenován biskupem v Sale, roku 2020 se stal arcibiskupem adelaidským.
Je rytířem komturem s hvězdou Řádu Božího hrobu a velkopřevorem jeho místodržitelství v Austrálii - Jižní Austrálii.